# Cyril Stanley Kipping
Cyril Stanley Kipping (Londra, 10 ottobre 1891 – Walsall, 17 febbraio 1964) è stato un compositore di scacchi britannico.
Studiò alla Nottingham High School e all'Università di Cambridge, poi insegnò alla Wednesbury High School, della quale fu preside dal 1925 al 1956.
Compose oltre 7.000 problemi, prevalentemente diretti in tre mosse. Era uno specialista della costruzione di task, problemi in cui viene evidenziato al massimo il potere dei pezzi. Fu redattore di molte riviste, tra cui «Chess Amateur» e «L'Echiquier». Nel 1931 succedette a Thomas Rayner Dawson nella direzione della rivista «The Problemist», organo ufficiale della British Chess Problem Society, e ne mantenne la direzione fino alla morte.
Nel 1957 la FIDE gli riconobbe il titolo di "International Judge of Chess Composition" 
(Giudice Internazionale per la composizione e due anni dopo il titolo di "Master of Chess Composition" (Maestro della composizione).
Scrisse diversi libri sul problema di scacchi, tra cui:
- 300 Chess Problems, Stroud, 1916
- Selected Gems, Stroud, 1922
- The Chess Problem Hobby, Stroud, 1923
- The Chess Problem Science, Leeds, 1938

Il problemista George Hume pubblicò una raccolta di 137 suoi problemi: The Chessmen Speak (Stroud, 1932), della serie Christmas Series edita da Alain Campbell White.
Aveva l'hobby di intagliare i pezzi degli scacchi, e ne costruì oltre 150 serie complete.

## Problemi di esempio
Il problema del diagramma a sinistra è una sua famosa "miniatura" (problema o studio con al massimo sette pezzi, compresi re e pedoni), composta all'età di vent'anni. Il problema del diagramma a destra realizza in modo brillante il tema degli "scacchi effimeri".
|   | a | b | c | d | e | f | g | h |   |
| 8 | a8 re del nero · a6 cavallo del bianco · c6 cavallo del bianco · d5 alfiere del bianco · a4 re del bianco · e2 pedone del nero · g2 torre del nero | a8 re del nero · a6 cavallo del bianco · c6 cavallo del bianco · d5 alfiere del bianco · a4 re del bianco · e2 pedone del nero · g2 torre del nero | a8 re del nero · a6 cavallo del bianco · c6 cavallo del bianco · d5 alfiere del bianco · a4 re del bianco · e2 pedone del nero · g2 torre del nero | a8 re del nero · a6 cavallo del bianco · c6 cavallo del bianco · d5 alfiere del bianco · a4 re del bianco · e2 pedone del nero · g2 torre del nero | a8 re del nero · a6 cavallo del bianco · c6 cavallo del bianco · d5 alfiere del bianco · a4 re del bianco · e2 pedone del nero · g2 torre del nero | a8 re del nero · a6 cavallo del bianco · c6 cavallo del bianco · d5 alfiere del bianco · a4 re del bianco · e2 pedone del nero · g2 torre del nero | a8 re del nero · a6 cavallo del bianco · c6 cavallo del bianco · d5 alfiere del bianco · a4 re del bianco · e2 pedone del nero · g2 torre del nero | a8 re del nero · a6 cavallo del bianco · c6 cavallo del bianco · d5 alfiere del bianco · a4 re del bianco · e2 pedone del nero · g2 torre del nero | 8 |
| 7 | a8 re del nero · a6 cavallo del bianco · c6 cavallo del bianco · d5 alfiere del bianco · a4 re del bianco · e2 pedone del nero · g2 torre del nero | a8 re del nero · a6 cavallo del bianco · c6 cavallo del bianco · d5 alfiere del bianco · a4 re del bianco · e2 pedone del nero · g2 torre del nero | a8 re del nero · a6 cavallo del bianco · c6 cavallo del bianco · d5 alfiere del bianco · a4 re del bianco · e2 pedone del nero · g2 torre del nero | a8 re del nero · a6 cavallo del bianco · c6 cavallo del bianco · d5 alfiere del bianco · a4 re del bianco · e2 pedone del nero · g2 torre del nero | a8 re del nero · a6 cavallo del bianco · c6 cavallo del bianco · d5 alfiere del bianco · a4 re del bianco · e2 pedone del nero · g2 torre del nero | a8 re del nero · a6 cavallo del bianco · c6 cavallo del bianco · d5 alfiere del bianco · a4 re del bianco · e2 pedone del nero · g2 torre del nero | a8 re del nero · a6 cavallo del bianco · c6 cavallo del bianco · d5 alfiere del bianco · a4 re del bianco · e2 pedone del nero · g2 torre del nero | a8 re del nero · a6 cavallo del bianco · c6 cavallo del bianco · d5 alfiere del bianco · a4 re del bianco · e2 pedone del nero · g2 torre del nero | 7 |
| 6 | a8 re del nero · a6 cavallo del bianco · c6 cavallo del bianco · d5 alfiere del bianco · a4 re del bianco · e2 pedone del nero · g2 torre del nero | a8 re del nero · a6 cavallo del bianco · c6 cavallo del bianco · d5 alfiere del bianco · a4 re del bianco · e2 pedone del nero · g2 torre del nero | a8 re del nero · a6 cavallo del bianco · c6 cavallo del bianco · d5 alfiere del bianco · a4 re del bianco · e2 pedone del nero · g2 torre del nero | a8 re del nero · a6 cavallo del bianco · c6 cavallo del bianco · d5 alfiere del bianco · a4 re del bianco · e2 pedone del nero · g2 torre del nero | a8 re del nero · a6 cavallo del bianco · c6 cavallo del bianco · d5 alfiere del bianco · a4 re del bianco · e2 pedone del nero · g2 torre del nero | a8 re del nero · a6 cavallo del bianco · c6 cavallo del bianco · d5 alfiere del bianco · a4 re del bianco · e2 pedone del nero · g2 torre del nero | a8 re del nero · a6 cavallo del bianco · c6 cavallo del bianco · d5 alfiere del bianco · a4 re del bianco · e2 pedone del nero · g2 torre del nero | a8 re del nero · a6 cavallo del bianco · c6 cavallo del bianco · d5 alfiere del bianco · a4 re del bianco · e2 pedone del nero · g2 torre del nero | 6 |
| 5 | a8 re del nero · a6 cavallo del bianco · c6 cavallo del bianco · d5 alfiere del bianco · a4 re del bianco · e2 pedone del nero · g2 torre del nero | a8 re del nero · a6 cavallo del bianco · c6 cavallo del bianco · d5 alfiere del bianco · a4 re del bianco · e2 pedone del nero · g2 torre del nero | a8 re del nero · a6 cavallo del bianco · c6 cavallo del bianco · d5 alfiere del bianco · a4 re del bianco · e2 pedone del nero · g2 torre del nero | a8 re del nero · a6 cavallo del bianco · c6 cavallo del bianco · d5 alfiere del bianco · a4 re del bianco · e2 pedone del nero · g2 torre del nero | a8 re del nero · a6 cavallo del bianco · c6 cavallo del bianco · d5 alfiere del bianco · a4 re del bianco · e2 pedone del nero · g2 torre del nero | a8 re del nero · a6 cavallo del bianco · c6 cavallo del bianco · d5 alfiere del bianco · a4 re del bianco · e2 pedone del nero · g2 torre del nero | a8 re del nero · a6 cavallo del bianco · c6 cavallo del bianco · d5 alfiere del bianco · a4 re del bianco · e2 pedone del nero · g2 torre del nero | a8 re del nero · a6 cavallo del bianco · c6 cavallo del bianco · d5 alfiere del bianco · a4 re del bianco · e2 pedone del nero · g2 torre del nero | 5 |
| 4 | a8 re del nero · a6 cavallo del bianco · c6 cavallo del bianco · d5 alfiere del bianco · a4 re del bianco · e2 pedone del nero · g2 torre del nero | a8 re del nero · a6 cavallo del bianco · c6 cavallo del bianco · d5 alfiere del bianco · a4 re del bianco · e2 pedone del nero · g2 torre del nero | a8 re del nero · a6 cavallo del bianco · c6 cavallo del bianco · d5 alfiere del bianco · a4 re del bianco · e2 pedone del nero · g2 torre del nero | a8 re del nero · a6 cavallo del bianco · c6 cavallo del bianco · d5 alfiere del bianco · a4 re del bianco · e2 pedone del nero · g2 torre del nero | a8 re del nero · a6 cavallo del bianco · c6 cavallo del bianco · d5 alfiere del bianco · a4 re del bianco · e2 pedone del nero · g2 torre del nero | a8 re del nero · a6 cavallo del bianco · c6 cavallo del bianco · d5 alfiere del bianco · a4 re del bianco · e2 pedone del nero · g2 torre del nero | a8 re del nero · a6 cavallo del bianco · c6 cavallo del bianco · d5 alfiere del bianco · a4 re del bianco · e2 pedone del nero · g2 torre del nero | a8 re del nero · a6 cavallo del bianco · c6 cavallo del bianco · d5 alfiere del bianco · a4 re del bianco · e2 pedone del nero · g2 torre del nero | 4 |
| 3 | a8 re del nero · a6 cavallo del bianco · c6 cavallo del bianco · d5 alfiere del bianco · a4 re del bianco · e2 pedone del nero · g2 torre del nero | a8 re del nero · a6 cavallo del bianco · c6 cavallo del bianco · d5 alfiere del bianco · a4 re del bianco · e2 pedone del nero · g2 torre del nero | a8 re del nero · a6 cavallo del bianco · c6 cavallo del bianco · d5 alfiere del bianco · a4 re del bianco · e2 pedone del nero · g2 torre del nero | a8 re del nero · a6 cavallo del bianco · c6 cavallo del bianco · d5 alfiere del bianco · a4 re del bianco · e2 pedone del nero · g2 torre del nero | a8 re del nero · a6 cavallo del bianco · c6 cavallo del bianco · d5 alfiere del bianco · a4 re del bianco · e2 pedone del nero · g2 torre del nero | a8 re del nero · a6 cavallo del bianco · c6 cavallo del bianco · d5 alfiere del bianco · a4 re del bianco · e2 pedone del nero · g2 torre del nero | a8 re del nero · a6 cavallo del bianco · c6 cavallo del bianco · d5 alfiere del bianco · a4 re del bianco · e2 pedone del nero · g2 torre del nero | a8 re del nero · a6 cavallo del bianco · c6 cavallo del bianco · d5 alfiere del bianco · a4 re del bianco · e2 pedone del nero · g2 torre del nero | 3 |
| 2 | a8 re del nero · a6 cavallo del bianco · c6 cavallo del bianco · d5 alfiere del bianco · a4 re del bianco · e2 pedone del nero · g2 torre del nero | a8 re del nero · a6 cavallo del bianco · c6 cavallo del bianco · d5 alfiere del bianco · a4 re del bianco · e2 pedone del nero · g2 torre del nero | a8 re del nero · a6 cavallo del bianco · c6 cavallo del bianco · d5 alfiere del bianco · a4 re del bianco · e2 pedone del nero · g2 torre del nero | a8 re del nero · a6 cavallo del bianco · c6 cavallo del bianco · d5 alfiere del bianco · a4 re del bianco · e2 pedone del nero · g2 torre del nero | a8 re del nero · a6 cavallo del bianco · c6 cavallo del bianco · d5 alfiere del bianco · a4 re del bianco · e2 pedone del nero · g2 torre del nero | a8 re del nero · a6 cavallo del bianco · c6 cavallo del bianco · d5 alfiere del bianco · a4 re del bianco · e2 pedone del nero · g2 torre del nero | a8 re del nero · a6 cavallo del bianco · c6 cavallo del bianco · d5 alfiere del bianco · a4 re del bianco · e2 pedone del nero · g2 torre del nero | a8 re del nero · a6 cavallo del bianco · c6 cavallo del bianco · d5 alfiere del bianco · a4 re del bianco · e2 pedone del nero · g2 torre del nero | 2 |
| 1 | a8 re del nero · a6 cavallo del bianco · c6 cavallo del bianco · d5 alfiere del bianco · a4 re del bianco · e2 pedone del nero · g2 torre del nero | a8 re del nero · a6 cavallo del bianco · c6 cavallo del bianco · d5 alfiere del bianco · a4 re del bianco · e2 pedone del nero · g2 torre del nero | a8 re del nero · a6 cavallo del bianco · c6 cavallo del bianco · d5 alfiere del bianco · a4 re del bianco · e2 pedone del nero · g2 torre del nero | a8 re del nero · a6 cavallo del bianco · c6 cavallo del bianco · d5 alfiere del bianco · a4 re del bianco · e2 pedone del nero · g2 torre del nero | a8 re del nero · a6 cavallo del bianco · c6 cavallo del bianco · d5 alfiere del bianco · a4 re del bianco · e2 pedone del nero · g2 torre del nero | a8 re del nero · a6 cavallo del bianco · c6 cavallo del bianco · d5 alfiere del bianco · a4 re del bianco · e2 pedone del nero · g2 torre del nero | a8 re del nero · a6 cavallo del bianco · c6 cavallo del bianco · d5 alfiere del bianco · a4 re del bianco · e2 pedone del nero · g2 torre del nero | a8 re del nero · a6 cavallo del bianco · c6 cavallo del bianco · d5 alfiere del bianco · a4 re del bianco · e2 pedone del nero · g2 torre del nero | 1 |
|   | a | b | c | d | e | f | g | h |   |

Soluzione:
1. Ra5!

il bianco permette al nero di promuovere il pedone e2 a Donna, e per giunta con scacco! 
- 1. ...e1=D+ 2. Rb6 e a qualunque scacco di donna o di torre il bianco risponde con il matto muovendo uno dei due cavalli.
- 1. ...Tg7  2. Ce7+ Ra7  3. Cc8#
- 1. ...Tg8  2. Cd4+ Ra7  3. Cb5#

|   | a | b | c | d | e | f | g | h |   |
| 8 | a7 alfiere del bianco · b7 torre del bianco · d7 pedone del nero · e7 re del bianco · f7 pedone del nero · h7 pedone del bianco · a6 re del nero · c6 alfiere del bianco · e6 cavallo del nero · g6 pedone del bianco · d5 pedone del bianco · g5 cavallo del bianco · h5 torre del nero · a4 cavallo del bianco · e3 torre del bianco · g3 pedone del bianco · b2 torre del nero · e2 donna del nero · f2 alfiere del nero · f1 donna del bianco | a7 alfiere del bianco · b7 torre del bianco · d7 pedone del nero · e7 re del bianco · f7 pedone del nero · h7 pedone del bianco · a6 re del nero · c6 alfiere del bianco · e6 cavallo del nero · g6 pedone del bianco · d5 pedone del bianco · g5 cavallo del bianco · h5 torre del nero · a4 cavallo del bianco · e3 torre del bianco · g3 pedone del bianco · b2 torre del nero · e2 donna del nero · f2 alfiere del nero · f1 donna del bianco | a7 alfiere del bianco · b7 torre del bianco · d7 pedone del nero · e7 re del bianco · f7 pedone del nero · h7 pedone del bianco · a6 re del nero · c6 alfiere del bianco · e6 cavallo del nero · g6 pedone del bianco · d5 pedone del bianco · g5 cavallo del bianco · h5 torre del nero · a4 cavallo del bianco · e3 torre del bianco · g3 pedone del bianco · b2 torre del nero · e2 donna del nero · f2 alfiere del nero · f1 donna del bianco | a7 alfiere del bianco · b7 torre del bianco · d7 pedone del nero · e7 re del bianco · f7 pedone del nero · h7 pedone del bianco · a6 re del nero · c6 alfiere del bianco · e6 cavallo del nero · g6 pedone del bianco · d5 pedone del bianco · g5 cavallo del bianco · h5 torre del nero · a4 cavallo del bianco · e3 torre del bianco · g3 pedone del bianco · b2 torre del nero · e2 donna del nero · f2 alfiere del nero · f1 donna del bianco | a7 alfiere del bianco · b7 torre del bianco · d7 pedone del nero · e7 re del bianco · f7 pedone del nero · h7 pedone del bianco · a6 re del nero · c6 alfiere del bianco · e6 cavallo del nero · g6 pedone del bianco · d5 pedone del bianco · g5 cavallo del bianco · h5 torre del nero · a4 cavallo del bianco · e3 torre del bianco · g3 pedone del bianco · b2 torre del nero · e2 donna del nero · f2 alfiere del nero · f1 donna del bianco | a7 alfiere del bianco · b7 torre del bianco · d7 pedone del nero · e7 re del bianco · f7 pedone del nero · h7 pedone del bianco · a6 re del nero · c6 alfiere del bianco · e6 cavallo del nero · g6 pedone del bianco · d5 pedone del bianco · g5 cavallo del bianco · h5 torre del nero · a4 cavallo del bianco · e3 torre del bianco · g3 pedone del bianco · b2 torre del nero · e2 donna del nero · f2 alfiere del nero · f1 donna del bianco | a7 alfiere del bianco · b7 torre del bianco · d7 pedone del nero · e7 re del bianco · f7 pedone del nero · h7 pedone del bianco · a6 re del nero · c6 alfiere del bianco · e6 cavallo del nero · g6 pedone del bianco · d5 pedone del bianco · g5 cavallo del bianco · h5 torre del nero · a4 cavallo del bianco · e3 torre del bianco · g3 pedone del bianco · b2 torre del nero · e2 donna del nero · f2 alfiere del nero · f1 donna del bianco | a7 alfiere del bianco · b7 torre del bianco · d7 pedone del nero · e7 re del bianco · f7 pedone del nero · h7 pedone del bianco · a6 re del nero · c6 alfiere del bianco · e6 cavallo del nero · g6 pedone del bianco · d5 pedone del bianco · g5 cavallo del bianco · h5 torre del nero · a4 cavallo del bianco · e3 torre del bianco · g3 pedone del bianco · b2 torre del nero · e2 donna del nero · f2 alfiere del nero · f1 donna del bianco | 8 |
| 7 | a7 alfiere del bianco · b7 torre del bianco · d7 pedone del nero · e7 re del bianco · f7 pedone del nero · h7 pedone del bianco · a6 re del nero · c6 alfiere del bianco · e6 cavallo del nero · g6 pedone del bianco · d5 pedone del bianco · g5 cavallo del bianco · h5 torre del nero · a4 cavallo del bianco · e3 torre del bianco · g3 pedone del bianco · b2 torre del nero · e2 donna del nero · f2 alfiere del nero · f1 donna del bianco | a7 alfiere del bianco · b7 torre del bianco · d7 pedone del nero · e7 re del bianco · f7 pedone del nero · h7 pedone del bianco · a6 re del nero · c6 alfiere del bianco · e6 cavallo del nero · g6 pedone del bianco · d5 pedone del bianco · g5 cavallo del bianco · h5 torre del nero · a4 cavallo del bianco · e3 torre del bianco · g3 pedone del bianco · b2 torre del nero · e2 donna del nero · f2 alfiere del nero · f1 donna del bianco | a7 alfiere del bianco · b7 torre del bianco · d7 pedone del nero · e7 re del bianco · f7 pedone del nero · h7 pedone del bianco · a6 re del nero · c6 alfiere del bianco · e6 cavallo del nero · g6 pedone del bianco · d5 pedone del bianco · g5 cavallo del bianco · h5 torre del nero · a4 cavallo del bianco · e3 torre del bianco · g3 pedone del bianco · b2 torre del nero · e2 donna del nero · f2 alfiere del nero · f1 donna del bianco | a7 alfiere del bianco · b7 torre del bianco · d7 pedone del nero · e7 re del bianco · f7 pedone del nero · h7 pedone del bianco · a6 re del nero · c6 alfiere del bianco · e6 cavallo del nero · g6 pedone del bianco · d5 pedone del bianco · g5 cavallo del bianco · h5 torre del nero · a4 cavallo del bianco · e3 torre del bianco · g3 pedone del bianco · b2 torre del nero · e2 donna del nero · f2 alfiere del nero · f1 donna del bianco | a7 alfiere del bianco · b7 torre del bianco · d7 pedone del nero · e7 re del bianco · f7 pedone del nero · h7 pedone del bianco · a6 re del nero · c6 alfiere del bianco · e6 cavallo del nero · g6 pedone del bianco · d5 pedone del bianco · g5 cavallo del bianco · h5 torre del nero · a4 cavallo del bianco · e3 torre del bianco · g3 pedone del bianco · b2 torre del nero · e2 donna del nero · f2 alfiere del nero · f1 donna del bianco | a7 alfiere del bianco · b7 torre del bianco · d7 pedone del nero · e7 re del bianco · f7 pedone del nero · h7 pedone del bianco · a6 re del nero · c6 alfiere del bianco · e6 cavallo del nero · g6 pedone del bianco · d5 pedone del bianco · g5 cavallo del bianco · h5 torre del nero · a4 cavallo del bianco · e3 torre del bianco · g3 pedone del bianco · b2 torre del nero · e2 donna del nero · f2 alfiere del nero · f1 donna del bianco | a7 alfiere del bianco · b7 torre del bianco · d7 pedone del nero · e7 re del bianco · f7 pedone del nero · h7 pedone del bianco · a6 re del nero · c6 alfiere del bianco · e6 cavallo del nero · g6 pedone del bianco · d5 pedone del bianco · g5 cavallo del bianco · h5 torre del nero · a4 cavallo del bianco · e3 torre del bianco · g3 pedone del bianco · b2 torre del nero · e2 donna del nero · f2 alfiere del nero · f1 donna del bianco | a7 alfiere del bianco · b7 torre del bianco · d7 pedone del nero · e7 re del bianco · f7 pedone del nero · h7 pedone del bianco · a6 re del nero · c6 alfiere del bianco · e6 cavallo del nero · g6 pedone del bianco · d5 pedone del bianco · g5 cavallo del bianco · h5 torre del nero · a4 cavallo del bianco · e3 torre del bianco · g3 pedone del bianco · b2 torre del nero · e2 donna del nero · f2 alfiere del nero · f1 donna del bianco | 7 |
| 6 | a7 alfiere del bianco · b7 torre del bianco · d7 pedone del nero · e7 re del bianco · f7 pedone del nero · h7 pedone del bianco · a6 re del nero · c6 alfiere del bianco · e6 cavallo del nero · g6 pedone del bianco · d5 pedone del bianco · g5 cavallo del bianco · h5 torre del nero · a4 cavallo del bianco · e3 torre del bianco · g3 pedone del bianco · b2 torre del nero · e2 donna del nero · f2 alfiere del nero · f1 donna del bianco | a7 alfiere del bianco · b7 torre del bianco · d7 pedone del nero · e7 re del bianco · f7 pedone del nero · h7 pedone del bianco · a6 re del nero · c6 alfiere del bianco · e6 cavallo del nero · g6 pedone del bianco · d5 pedone del bianco · g5 cavallo del bianco · h5 torre del nero · a4 cavallo del bianco · e3 torre del bianco · g3 pedone del bianco · b2 torre del nero · e2 donna del nero · f2 alfiere del nero · f1 donna del bianco | a7 alfiere del bianco · b7 torre del bianco · d7 pedone del nero · e7 re del bianco · f7 pedone del nero · h7 pedone del bianco · a6 re del nero · c6 alfiere del bianco · e6 cavallo del nero · g6 pedone del bianco · d5 pedone del bianco · g5 cavallo del bianco · h5 torre del nero · a4 cavallo del bianco · e3 torre del bianco · g3 pedone del bianco · b2 torre del nero · e2 donna del nero · f2 alfiere del nero · f1 donna del bianco | a7 alfiere del bianco · b7 torre del bianco · d7 pedone del nero · e7 re del bianco · f7 pedone del nero · h7 pedone del bianco · a6 re del nero · c6 alfiere del bianco · e6 cavallo del nero · g6 pedone del bianco · d5 pedone del bianco · g5 cavallo del bianco · h5 torre del nero · a4 cavallo del bianco · e3 torre del bianco · g3 pedone del bianco · b2 torre del nero · e2 donna del nero · f2 alfiere del nero · f1 donna del bianco | a7 alfiere del bianco · b7 torre del bianco · d7 pedone del nero · e7 re del bianco · f7 pedone del nero · h7 pedone del bianco · a6 re del nero · c6 alfiere del bianco · e6 cavallo del nero · g6 pedone del bianco · d5 pedone del bianco · g5 cavallo del bianco · h5 torre del nero · a4 cavallo del bianco · e3 torre del bianco · g3 pedone del bianco · b2 torre del nero · e2 donna del nero · f2 alfiere del nero · f1 donna del bianco | a7 alfiere del bianco · b7 torre del bianco · d7 pedone del nero · e7 re del bianco · f7 pedone del nero · h7 pedone del bianco · a6 re del nero · c6 alfiere del bianco · e6 cavallo del nero · g6 pedone del bianco · d5 pedone del bianco · g5 cavallo del bianco · h5 torre del nero · a4 cavallo del bianco · e3 torre del bianco · g3 pedone del bianco · b2 torre del nero · e2 donna del nero · f2 alfiere del nero · f1 donna del bianco | a7 alfiere del bianco · b7 torre del bianco · d7 pedone del nero · e7 re del bianco · f7 pedone del nero · h7 pedone del bianco · a6 re del nero · c6 alfiere del bianco · e6 cavallo del nero · g6 pedone del bianco · d5 pedone del bianco · g5 cavallo del bianco · h5 torre del nero · a4 cavallo del bianco · e3 torre del bianco · g3 pedone del bianco · b2 torre del nero · e2 donna del nero · f2 alfiere del nero · f1 donna del bianco | a7 alfiere del bianco · b7 torre del bianco · d7 pedone del nero · e7 re del bianco · f7 pedone del nero · h7 pedone del bianco · a6 re del nero · c6 alfiere del bianco · e6 cavallo del nero · g6 pedone del bianco · d5 pedone del bianco · g5 cavallo del bianco · h5 torre del nero · a4 cavallo del bianco · e3 torre del bianco · g3 pedone del bianco · b2 torre del nero · e2 donna del nero · f2 alfiere del nero · f1 donna del bianco | 6 |
| 5 | a7 alfiere del bianco · b7 torre del bianco · d7 pedone del nero · e7 re del bianco · f7 pedone del nero · h7 pedone del bianco · a6 re del nero · c6 alfiere del bianco · e6 cavallo del nero · g6 pedone del bianco · d5 pedone del bianco · g5 cavallo del bianco · h5 torre del nero · a4 cavallo del bianco · e3 torre del bianco · g3 pedone del bianco · b2 torre del nero · e2 donna del nero · f2 alfiere del nero · f1 donna del bianco | a7 alfiere del bianco · b7 torre del bianco · d7 pedone del nero · e7 re del bianco · f7 pedone del nero · h7 pedone del bianco · a6 re del nero · c6 alfiere del bianco · e6 cavallo del nero · g6 pedone del bianco · d5 pedone del bianco · g5 cavallo del bianco · h5 torre del nero · a4 cavallo del bianco · e3 torre del bianco · g3 pedone del bianco · b2 torre del nero · e2 donna del nero · f2 alfiere del nero · f1 donna del bianco | a7 alfiere del bianco · b7 torre del bianco · d7 pedone del nero · e7 re del bianco · f7 pedone del nero · h7 pedone del bianco · a6 re del nero · c6 alfiere del bianco · e6 cavallo del nero · g6 pedone del bianco · d5 pedone del bianco · g5 cavallo del bianco · h5 torre del nero · a4 cavallo del bianco · e3 torre del bianco · g3 pedone del bianco · b2 torre del nero · e2 donna del nero · f2 alfiere del nero · f1 donna del bianco | a7 alfiere del bianco · b7 torre del bianco · d7 pedone del nero · e7 re del bianco · f7 pedone del nero · h7 pedone del bianco · a6 re del nero · c6 alfiere del bianco · e6 cavallo del nero · g6 pedone del bianco · d5 pedone del bianco · g5 cavallo del bianco · h5 torre del nero · a4 cavallo del bianco · e3 torre del bianco · g3 pedone del bianco · b2 torre del nero · e2 donna del nero · f2 alfiere del nero · f1 donna del bianco | a7 alfiere del bianco · b7 torre del bianco · d7 pedone del nero · e7 re del bianco · f7 pedone del nero · h7 pedone del bianco · a6 re del nero · c6 alfiere del bianco · e6 cavallo del nero · g6 pedone del bianco · d5 pedone del bianco · g5 cavallo del bianco · h5 torre del nero · a4 cavallo del bianco · e3 torre del bianco · g3 pedone del bianco · b2 torre del nero · e2 donna del nero · f2 alfiere del nero · f1 donna del bianco | a7 alfiere del bianco · b7 torre del bianco · d7 pedone del nero · e7 re del bianco · f7 pedone del nero · h7 pedone del bianco · a6 re del nero · c6 alfiere del bianco · e6 cavallo del nero · g6 pedone del bianco · d5 pedone del bianco · g5 cavallo del bianco · h5 torre del nero · a4 cavallo del bianco · e3 torre del bianco · g3 pedone del bianco · b2 torre del nero · e2 donna del nero · f2 alfiere del nero · f1 donna del bianco | a7 alfiere del bianco · b7 torre del bianco · d7 pedone del nero · e7 re del bianco · f7 pedone del nero · h7 pedone del bianco · a6 re del nero · c6 alfiere del bianco · e6 cavallo del nero · g6 pedone del bianco · d5 pedone del bianco · g5 cavallo del bianco · h5 torre del nero · a4 cavallo del bianco · e3 torre del bianco · g3 pedone del bianco · b2 torre del nero · e2 donna del nero · f2 alfiere del nero · f1 donna del bianco | a7 alfiere del bianco · b7 torre del bianco · d7 pedone del nero · e7 re del bianco · f7 pedone del nero · h7 pedone del bianco · a6 re del nero · c6 alfiere del bianco · e6 cavallo del nero · g6 pedone del bianco · d5 pedone del bianco · g5 cavallo del bianco · h5 torre del nero · a4 cavallo del bianco · e3 torre del bianco · g3 pedone del bianco · b2 torre del nero · e2 donna del nero · f2 alfiere del nero · f1 donna del bianco | 5 |
| 4 | a7 alfiere del bianco · b7 torre del bianco · d7 pedone del nero · e7 re del bianco · f7 pedone del nero · h7 pedone del bianco · a6 re del nero · c6 alfiere del bianco · e6 cavallo del nero · g6 pedone del bianco · d5 pedone del bianco · g5 cavallo del bianco · h5 torre del nero · a4 cavallo del bianco · e3 torre del bianco · g3 pedone del bianco · b2 torre del nero · e2 donna del nero · f2 alfiere del nero · f1 donna del bianco | a7 alfiere del bianco · b7 torre del bianco · d7 pedone del nero · e7 re del bianco · f7 pedone del nero · h7 pedone del bianco · a6 re del nero · c6 alfiere del bianco · e6 cavallo del nero · g6 pedone del bianco · d5 pedone del bianco · g5 cavallo del bianco · h5 torre del nero · a4 cavallo del bianco · e3 torre del bianco · g3 pedone del bianco · b2 torre del nero · e2 donna del nero · f2 alfiere del nero · f1 donna del bianco | a7 alfiere del bianco · b7 torre del bianco · d7 pedone del nero · e7 re del bianco · f7 pedone del nero · h7 pedone del bianco · a6 re del nero · c6 alfiere del bianco · e6 cavallo del nero · g6 pedone del bianco · d5 pedone del bianco · g5 cavallo del bianco · h5 torre del nero · a4 cavallo del bianco · e3 torre del bianco · g3 pedone del bianco · b2 torre del nero · e2 donna del nero · f2 alfiere del nero · f1 donna del bianco | a7 alfiere del bianco · b7 torre del bianco · d7 pedone del nero · e7 re del bianco · f7 pedone del nero · h7 pedone del bianco · a6 re del nero · c6 alfiere del bianco · e6 cavallo del nero · g6 pedone del bianco · d5 pedone del bianco · g5 cavallo del bianco · h5 torre del nero · a4 cavallo del bianco · e3 torre del bianco · g3 pedone del bianco · b2 torre del nero · e2 donna del nero · f2 alfiere del nero · f1 donna del bianco | a7 alfiere del bianco · b7 torre del bianco · d7 pedone del nero · e7 re del bianco · f7 pedone del nero · h7 pedone del bianco · a6 re del nero · c6 alfiere del bianco · e6 cavallo del nero · g6 pedone del bianco · d5 pedone del bianco · g5 cavallo del bianco · h5 torre del nero · a4 cavallo del bianco · e3 torre del bianco · g3 pedone del bianco · b2 torre del nero · e2 donna del nero · f2 alfiere del nero · f1 donna del bianco | a7 alfiere del bianco · b7 torre del bianco · d7 pedone del nero · e7 re del bianco · f7 pedone del nero · h7 pedone del bianco · a6 re del nero · c6 alfiere del bianco · e6 cavallo del nero · g6 pedone del bianco · d5 pedone del bianco · g5 cavallo del bianco · h5 torre del nero · a4 cavallo del bianco · e3 torre del bianco · g3 pedone del bianco · b2 torre del nero · e2 donna del nero · f2 alfiere del nero · f1 donna del bianco | a7 alfiere del bianco · b7 torre del bianco · d7 pedone del nero · e7 re del bianco · f7 pedone del nero · h7 pedone del bianco · a6 re del nero · c6 alfiere del bianco · e6 cavallo del nero · g6 pedone del bianco · d5 pedone del bianco · g5 cavallo del bianco · h5 torre del nero · a4 cavallo del bianco · e3 torre del bianco · g3 pedone del bianco · b2 torre del nero · e2 donna del nero · f2 alfiere del nero · f1 donna del bianco | a7 alfiere del bianco · b7 torre del bianco · d7 pedone del nero · e7 re del bianco · f7 pedone del nero · h7 pedone del bianco · a6 re del nero · c6 alfiere del bianco · e6 cavallo del nero · g6 pedone del bianco · d5 pedone del bianco · g5 cavallo del bianco · h5 torre del nero · a4 cavallo del bianco · e3 torre del bianco · g3 pedone del bianco · b2 torre del nero · e2 donna del nero · f2 alfiere del nero · f1 donna del bianco | 4 |
| 3 | a7 alfiere del bianco · b7 torre del bianco · d7 pedone del nero · e7 re del bianco · f7 pedone del nero · h7 pedone del bianco · a6 re del nero · c6 alfiere del bianco · e6 cavallo del nero · g6 pedone del bianco · d5 pedone del bianco · g5 cavallo del bianco · h5 torre del nero · a4 cavallo del bianco · e3 torre del bianco · g3 pedone del bianco · b2 torre del nero · e2 donna del nero · f2 alfiere del nero · f1 donna del bianco | a7 alfiere del bianco · b7 torre del bianco · d7 pedone del nero · e7 re del bianco · f7 pedone del nero · h7 pedone del bianco · a6 re del nero · c6 alfiere del bianco · e6 cavallo del nero · g6 pedone del bianco · d5 pedone del bianco · g5 cavallo del bianco · h5 torre del nero · a4 cavallo del bianco · e3 torre del bianco · g3 pedone del bianco · b2 torre del nero · e2 donna del nero · f2 alfiere del nero · f1 donna del bianco | a7 alfiere del bianco · b7 torre del bianco · d7 pedone del nero · e7 re del bianco · f7 pedone del nero · h7 pedone del bianco · a6 re del nero · c6 alfiere del bianco · e6 cavallo del nero · g6 pedone del bianco · d5 pedone del bianco · g5 cavallo del bianco · h5 torre del nero · a4 cavallo del bianco · e3 torre del bianco · g3 pedone del bianco · b2 torre del nero · e2 donna del nero · f2 alfiere del nero · f1 donna del bianco | a7 alfiere del bianco · b7 torre del bianco · d7 pedone del nero · e7 re del bianco · f7 pedone del nero · h7 pedone del bianco · a6 re del nero · c6 alfiere del bianco · e6 cavallo del nero · g6 pedone del bianco · d5 pedone del bianco · g5 cavallo del bianco · h5 torre del nero · a4 cavallo del bianco · e3 torre del bianco · g3 pedone del bianco · b2 torre del nero · e2 donna del nero · f2 alfiere del nero · f1 donna del bianco | a7 alfiere del bianco · b7 torre del bianco · d7 pedone del nero · e7 re del bianco · f7 pedone del nero · h7 pedone del bianco · a6 re del nero · c6 alfiere del bianco · e6 cavallo del nero · g6 pedone del bianco · d5 pedone del bianco · g5 cavallo del bianco · h5 torre del nero · a4 cavallo del bianco · e3 torre del bianco · g3 pedone del bianco · b2 torre del nero · e2 donna del nero · f2 alfiere del nero · f1 donna del bianco | a7 alfiere del bianco · b7 torre del bianco · d7 pedone del nero · e7 re del bianco · f7 pedone del nero · h7 pedone del bianco · a6 re del nero · c6 alfiere del bianco · e6 cavallo del nero · g6 pedone del bianco · d5 pedone del bianco · g5 cavallo del bianco · h5 torre del nero · a4 cavallo del bianco · e3 torre del bianco · g3 pedone del bianco · b2 torre del nero · e2 donna del nero · f2 alfiere del nero · f1 donna del bianco | a7 alfiere del bianco · b7 torre del bianco · d7 pedone del nero · e7 re del bianco · f7 pedone del nero · h7 pedone del bianco · a6 re del nero · c6 alfiere del bianco · e6 cavallo del nero · g6 pedone del bianco · d5 pedone del bianco · g5 cavallo del bianco · h5 torre del nero · a4 cavallo del bianco · e3 torre del bianco · g3 pedone del bianco · b2 torre del nero · e2 donna del nero · f2 alfiere del nero · f1 donna del bianco | a7 alfiere del bianco · b7 torre del bianco · d7 pedone del nero · e7 re del bianco · f7 pedone del nero · h7 pedone del bianco · a6 re del nero · c6 alfiere del bianco · e6 cavallo del nero · g6 pedone del bianco · d5 pedone del bianco · g5 cavallo del bianco · h5 torre del nero · a4 cavallo del bianco · e3 torre del bianco · g3 pedone del bianco · b2 torre del nero · e2 donna del nero · f2 alfiere del nero · f1 donna del bianco | 3 |
| 2 | a7 alfiere del bianco · b7 torre del bianco · d7 pedone del nero · e7 re del bianco · f7 pedone del nero · h7 pedone del bianco · a6 re del nero · c6 alfiere del bianco · e6 cavallo del nero · g6 pedone del bianco · d5 pedone del bianco · g5 cavallo del bianco · h5 torre del nero · a4 cavallo del bianco · e3 torre del bianco · g3 pedone del bianco · b2 torre del nero · e2 donna del nero · f2 alfiere del nero · f1 donna del bianco | a7 alfiere del bianco · b7 torre del bianco · d7 pedone del nero · e7 re del bianco · f7 pedone del nero · h7 pedone del bianco · a6 re del nero · c6 alfiere del bianco · e6 cavallo del nero · g6 pedone del bianco · d5 pedone del bianco · g5 cavallo del bianco · h5 torre del nero · a4 cavallo del bianco · e3 torre del bianco · g3 pedone del bianco · b2 torre del nero · e2 donna del nero · f2 alfiere del nero · f1 donna del bianco | a7 alfiere del bianco · b7 torre del bianco · d7 pedone del nero · e7 re del bianco · f7 pedone del nero · h7 pedone del bianco · a6 re del nero · c6 alfiere del bianco · e6 cavallo del nero · g6 pedone del bianco · d5 pedone del bianco · g5 cavallo del bianco · h5 torre del nero · a4 cavallo del bianco · e3 torre del bianco · g3 pedone del bianco · b2 torre del nero · e2 donna del nero · f2 alfiere del nero · f1 donna del bianco | a7 alfiere del bianco · b7 torre del bianco · d7 pedone del nero · e7 re del bianco · f7 pedone del nero · h7 pedone del bianco · a6 re del nero · c6 alfiere del bianco · e6 cavallo del nero · g6 pedone del bianco · d5 pedone del bianco · g5 cavallo del bianco · h5 torre del nero · a4 cavallo del bianco · e3 torre del bianco · g3 pedone del bianco · b2 torre del nero · e2 donna del nero · f2 alfiere del nero · f1 donna del bianco | a7 alfiere del bianco · b7 torre del bianco · d7 pedone del nero · e7 re del bianco · f7 pedone del nero · h7 pedone del bianco · a6 re del nero · c6 alfiere del bianco · e6 cavallo del nero · g6 pedone del bianco · d5 pedone del bianco · g5 cavallo del bianco · h5 torre del nero · a4 cavallo del bianco · e3 torre del bianco · g3 pedone del bianco · b2 torre del nero · e2 donna del nero · f2 alfiere del nero · f1 donna del bianco | a7 alfiere del bianco · b7 torre del bianco · d7 pedone del nero · e7 re del bianco · f7 pedone del nero · h7 pedone del bianco · a6 re del nero · c6 alfiere del bianco · e6 cavallo del nero · g6 pedone del bianco · d5 pedone del bianco · g5 cavallo del bianco · h5 torre del nero · a4 cavallo del bianco · e3 torre del bianco · g3 pedone del bianco · b2 torre del nero · e2 donna del nero · f2 alfiere del nero · f1 donna del bianco | a7 alfiere del bianco · b7 torre del bianco · d7 pedone del nero · e7 re del bianco · f7 pedone del nero · h7 pedone del bianco · a6 re del nero · c6 alfiere del bianco · e6 cavallo del nero · g6 pedone del bianco · d5 pedone del bianco · g5 cavallo del bianco · h5 torre del nero · a4 cavallo del bianco · e3 torre del bianco · g3 pedone del bianco · b2 torre del nero · e2 donna del nero · f2 alfiere del nero · f1 donna del bianco | a7 alfiere del bianco · b7 torre del bianco · d7 pedone del nero · e7 re del bianco · f7 pedone del nero · h7 pedone del bianco · a6 re del nero · c6 alfiere del bianco · e6 cavallo del nero · g6 pedone del bianco · d5 pedone del bianco · g5 cavallo del bianco · h5 torre del nero · a4 cavallo del bianco · e3 torre del bianco · g3 pedone del bianco · b2 torre del nero · e2 donna del nero · f2 alfiere del nero · f1 donna del bianco | 2 |
| 1 | a7 alfiere del bianco · b7 torre del bianco · d7 pedone del nero · e7 re del bianco · f7 pedone del nero · h7 pedone del bianco · a6 re del nero · c6 alfiere del bianco · e6 cavallo del nero · g6 pedone del bianco · d5 pedone del bianco · g5 cavallo del bianco · h5 torre del nero · a4 cavallo del bianco · e3 torre del bianco · g3 pedone del bianco · b2 torre del nero · e2 donna del nero · f2 alfiere del nero · f1 donna del bianco | a7 alfiere del bianco · b7 torre del bianco · d7 pedone del nero · e7 re del bianco · f7 pedone del nero · h7 pedone del bianco · a6 re del nero · c6 alfiere del bianco · e6 cavallo del nero · g6 pedone del bianco · d5 pedone del bianco · g5 cavallo del bianco · h5 torre del nero · a4 cavallo del bianco · e3 torre del bianco · g3 pedone del bianco · b2 torre del nero · e2 donna del nero · f2 alfiere del nero · f1 donna del bianco | a7 alfiere del bianco · b7 torre del bianco · d7 pedone del nero · e7 re del bianco · f7 pedone del nero · h7 pedone del bianco · a6 re del nero · c6 alfiere del bianco · e6 cavallo del nero · g6 pedone del bianco · d5 pedone del bianco · g5 cavallo del bianco · h5 torre del nero · a4 cavallo del bianco · e3 torre del bianco · g3 pedone del bianco · b2 torre del nero · e2 donna del nero · f2 alfiere del nero · f1 donna del bianco | a7 alfiere del bianco · b7 torre del bianco · d7 pedone del nero · e7 re del bianco · f7 pedone del nero · h7 pedone del bianco · a6 re del nero · c6 alfiere del bianco · e6 cavallo del nero · g6 pedone del bianco · d5 pedone del bianco · g5 cavallo del bianco · h5 torre del nero · a4 cavallo del bianco · e3 torre del bianco · g3 pedone del bianco · b2 torre del nero · e2 donna del nero · f2 alfiere del nero · f1 donna del bianco | a7 alfiere del bianco · b7 torre del bianco · d7 pedone del nero · e7 re del bianco · f7 pedone del nero · h7 pedone del bianco · a6 re del nero · c6 alfiere del bianco · e6 cavallo del nero · g6 pedone del bianco · d5 pedone del bianco · g5 cavallo del bianco · h5 torre del nero · a4 cavallo del bianco · e3 torre del bianco · g3 pedone del bianco · b2 torre del nero · e2 donna del nero · f2 alfiere del nero · f1 donna del bianco | a7 alfiere del bianco · b7 torre del bianco · d7 pedone del nero · e7 re del bianco · f7 pedone del nero · h7 pedone del bianco · a6 re del nero · c6 alfiere del bianco · e6 cavallo del nero · g6 pedone del bianco · d5 pedone del bianco · g5 cavallo del bianco · h5 torre del nero · a4 cavallo del bianco · e3 torre del bianco · g3 pedone del bianco · b2 torre del nero · e2 donna del nero · f2 alfiere del nero · f1 donna del bianco | a7 alfiere del bianco · b7 torre del bianco · d7 pedone del nero · e7 re del bianco · f7 pedone del nero · h7 pedone del bianco · a6 re del nero · c6 alfiere del bianco · e6 cavallo del nero · g6 pedone del bianco · d5 pedone del bianco · g5 cavallo del bianco · h5 torre del nero · a4 cavallo del bianco · e3 torre del bianco · g3 pedone del bianco · b2 torre del nero · e2 donna del nero · f2 alfiere del nero · f1 donna del bianco | a7 alfiere del bianco · b7 torre del bianco · d7 pedone del nero · e7 re del bianco · f7 pedone del nero · h7 pedone del bianco · a6 re del nero · c6 alfiere del bianco · e6 cavallo del nero · g6 pedone del bianco · d5 pedone del bianco · g5 cavallo del bianco · h5 torre del nero · a4 cavallo del bianco · e3 torre del bianco · g3 pedone del bianco · b2 torre del nero · e2 donna del nero · f2 alfiere del nero · f1 donna del bianco | 1 |
|   | a | b | c | d | e | f | g | h |   |

Soluzione:
Chiave:  1. Ta3!

espone il re bianco a otto scacchi del cavallo nero (rosa completa):
- 1. ... Cc5+  2. Ce6
- 1. ... Cc7+  2. Rxd7
- 1. ... Cd4+  2. Rf6
- 1. ... Cd8+  2. Rxd8
- 1. ... Cf4+  2. Rd6
- 1. ... Cf8+  2. Rxf8
- 1. ... Cxg5+  2. Ae3
- 1. ... Cg7+  2. Rxf7

e poi matto con la batteria torre in a3 e cavallo in a4.